# Ikimono-gakari
Ikimono-gakari (いきものがかり hoặc "Ikimonogakari") là một ban nhạc pop rock đến từ tỉnh Kanagawa, Nhật Bản. Nhóm nhạc được thành lập vào tháng 2 năm 1999 bởi Hotaka Yamashita và Yoshiki Mizuno. Đến tháng 12 năm 1999 Yoshioka Kiyoe đã gia nhập vào nhóm nhạc dưới vai trò là người hát chính của nhóm. Tên nhóm nhạc ám chỉ ikimono-gakari (生き物係), một nhóm trẻ em chịu trách nhiệm chăm sóc cây cối và động vật tại các trường tiểu học ở Nhật Bản.
Vào năm 2006, nhóm nhạc phát hành đĩa đơn đầu tiên bởi hãng đĩa Epic Records của Sony Music Entertainment Nhật Bản. Nhiều album của họ đã đạt đến vị trí số một trên các bảng xếp hạng hàng tuần Oricon, và các bài hát của nhóm được sử dụng rộng rãi trên các phương tiện truyền thông khác nhau: từ quảng cáo truyền hình, phim hoạt hình như Naruto: Shippūden, phim truyền hình Nhật Bản như Women Won't Allow This (「女はそれを許さない」 , "Onna wa sore wo yurusanai"), phim chuyển thể từ manga như Time Traveler: The Girl Who Leapt Through Time (2010) (『映画：時をかける少女』　（2010年） , "Eiga: Toki wo Kakeru Shoujo (2010)"), bài hát phát sóng chủ đề của Olympic 2012 của đài NHK, and the set piece for a national junior high music competition.
Fan club chính thức của họ được đặt tên là Ikimonogakari Fan Class 1-2 (いきものがかりファンクラス1年2組 , "Ikimonogakari Fan Kurasu 1-nen 2-kumi")
Mizuno sáng tác nhiều bài hát trong số họ, trong khi Yamashita đứng thứ hai. Yoshioka đóng góp lời cho vài bài hát, nhưng Namida ga Kieru Nara là bài hát duy nhất mà cả ba người cùng hợp tác sáng tác.

Ikimono Gakari 2015

Tháng 1 năm 2017, nhóm thông báo tạm ngừng hoạt động vô thời hạn. Sau đó họ đã tái xuất trở lại năm 2018.

### Yoshioka Kiyoe
Yoshioka Kiyoe (吉岡聖恵 - よしおかきよえ "Cát Cương Thánh Huệ") là người hát chính cho Ikimono- Gakari, cô được rất nhiều người mến mộ do tính cách gần gũi, dễ thương và giản dị, cũng như với chất giọng khỏe khoắn nhưng không quá thô cứng đã khiến cho lời hát của cô đã vang mãi trên những sân khấu lớn ở Nhật Bản cũng như trên các thị trường âm nhạc khác. Cô cũng là một ca sĩ trẻ tài năng và ít dính đến những nghi vấn scandal, fan hâm mộ của cô khá nhiều mà trong đó phần nhiều đều là những bạn trẻ.

### Mizuno Yoshiki
Mizuno Yoshiki is the guitarist and leader of the Japanese pop band Ikimonogakari. He also provides vocals in a few songs. He is in charge of the song writing along with Yamashita Hotaka, and usually writes the single's A-sides.

## Sự nghiệp

### Thành lập và thử nghiệm
Vào năm 1989, Mizuno và Yamashita tình cờ gặp nhau khi họ đang học cấp 1; họ đều được giao trách nhiệm trở thành Ikimono-gakari (生き物係), những người chăm sóc cây cối và động vật của trường. Yamashita sau đó nhận ra rằng anh ta thật sự muốn trở thành một "blackboard monitor". Yamashita và Mizuno thành lập nhóm nhạc của họ vào ngày 1 tháng 2 năm 1999, và bắt đầu hát trên đường phố, không quá cẩn trọng, họ đặt tên nhóm là "ikimono-gakari" theo những kỉ niệm mà họ chia sẻ thời tiểu học. Ban đầu, họ cover các bài hát của Masayoshi Yamazaki. Vào ngày 3 tháng 11 năm 1999, Yoshioka gia nhập ban nhạc. Vào lúc đó, Mizuno và Yamashita có kế hoạch lập một nhóm nhạc với giọng nữ hát chính, vốn có thể sẽ trở thành một âm thanh đặc biệt cho những màn trình diễn trên đường phố của họ. Yoshioka là em gái của một người bạn cùng lớp của họ; cô tham gia với tư cách hát chính và ban nhạc có cơ cấu như hiện tại. Nhóm nhạc cover một đĩa đơn của　Yuzu, "Natsuiro" (夏色 "Sắc Hè").
Vào tháng 9 năm 2000, họ giải tán nhóm nhạc để Yamashita và Mizuno có thể tập trung vào kì thi tuyển sinh đại học. Đến tháng 3 năm 2003, Yoshioka phụ hồi từ sự suy giảm khi cô đã gần như cho rằng mình sẽ không bao giờ hát nữa; cô nhận thấy rằng đây là cơ hội thứ 2 để trưởng thành. Một lần nữa, ban nhạc được tái lập, nhưng sau đó, họ đã trình diễn với mục đích hỗ trợ cho sự nổi tiếng ngày càng tăng của mình. Với sự thay đổi trong phong cách âm nhạc để tập trung vào acoustic, họ lên kế hoạch để mở rộng phạm vi của mình, không chỉ cover trên đường phố mà còn trình diễn ở những buổi concerts trong nhà. Hơn nữa, họ họ đã thực hiện một nỗ lực lớn hơn để sáng tác một cách tự lập hơn và bớt phụ thuộc vào những bản cover.

## Danh sách đĩa nhạc
Không phải là album, cũng không phải đĩa nhạc
- Seishun line: OST 2 của Ookiku Furikabutte ss 1

| Album phòng thu - 2007: Sakura Saku Machi Monogatari - 2008: Life Album - 2008: My Song Your Song - 2009: Hajimari no Uta - 2012: Newtral - 2013: I - 2014: Fun! Fun! Fanfare! Album tổng hợp - 2010: Ikimonobakari: Members Best Selection - 2012: Barādon |